# دهستان ویگولا
دهستان ویگولا (به لاتین: Vigala Parish) یک دهستان در استونی بود که در شهرستان راپلا واقع شده‌بود.

## خصوصیات
دهستان ویگولا ۲۶۹٫۸۱ کیلومترمربع مساحت و ۱٬۵۰۷ نفر جمعیت دارد.